# Corpus de Tolède
Le Corpus toledanum ou Collectio toledana (1re éd. 1543) est une collection de traductions en latin de textes islamiques par une commission de  traducteurs réunie par Pierre le Vénérable en 1142 ou 1141.

## Description
La commission comprend Herman le Dalmate, Robert de Ketton, Pierre de Tolède, Pierre de Poitiers (secrétaire de Pierre le Vénérable), un musulman nommé Mahomet 
La collection regroupe :
- le Coran, intitulé Lex Mahomet pseudoprophete, Lex Sarracenorum (Loi des Sarrasins), et, selon bien des sources, ce fut Robert de Ketton le principal traducteur, en latin
- Fabulae Sarracenorum, trad. par Robert de Ketton : la Création, Mahomet, les patriarches et prophètes musulmans, les sept califes
- Liber generationis Mahumet (Kitab nasab Rasul Allah, de Sa'id ibn 'Umar), trad. par Herman le Dalmate : la "lumière prophétique", d'Adam jusqu'à Mahomet
- Doctrina Mahumet (de Masa'il 'Abdallah ibn-Salam), trad. par Herman le Dalmate : rencontre de Mahomet avec quatre juifs posant cent questions sur le judaïsme
- Epistola Sarraceni et Rescriptum christiani, trad. du Risala de al-Kindi, par Pierre de Tolède et Pierre de Poitiers.

Pierre le Vénérable : 
« Je suis donc allé trouver des spécialistes de la langue arabe qui a permis à ce poison mortel d’infester plus de la moitié du globe. Je les ai persuadés à force de prières et d’argent de traduire d’arabe en latin l’histoire et la doctrine de ce malheureux et sa loi même qu’on appelle Coran. Et pour que la fidélité de la traduction soit entière et qu’aucune erreur ne vienne fausser la plénitude de notre compréhension, aux traducteurs chrétiens j’en ai adjoint un Sarrasin. Voici les noms des chrétiens : Robert de Ketton, Hermann le Dalmate, Pierre de Tolède ; le Sarrasin s’appelait Mahomet. Cette équipe après avoir fouillé à fond les bibliothèques de ce peuple barbare en a tiré un gros livre qu’ils ont publié pour les lecteurs latins. Ce travail a été fait l’année où je suis allé en Espagne et où j’ai eu une entrevue avec le seigneur Alphonse, empereur victorieux des Espagnes, c’est-à-dire en l’année du Seigneur 1141. »
Cette traduction du Coran quoique imparfaite, fut utilisée sous forme manuscrite jusqu'au XVIe siècle avant d'être imprimée, en 1543 à Bâle, par Théodore Bibliander dans une édition qui mentionne les traités sur l'Islam traduits par Herman le Dalmate, avec une préface de Martin Luther.

### Textes
- Théodore Bibliander (éd.), De generatione Mahumet. Doctrina Mahumet, Bâle, 1543. De Herman le Dalmate.
- Théodore Bibliander (éd.), Machumetis Saracenorum principis quam Alcoran vocant, 1550.  La trad. latine du Coran occupe les p. 8-188 de la 1re partie, sous le titre : Incipit lex Saracenorum, quam Alcoran vocant, id est, collectionem praeceptorum. Elle est également intitulée : Codex authenticus doctrine Machumeticae... dans la liste des textes inclus dans le vol. qui figure au verso de la page de titre. - Trad. par Robert de Retines (Robert de Ketton) et Herman le Dalmate (Hermann de Carinthie), d'après la même liste des textes.

### Études
- Marie-Thérèse d'Alverny, "Deux traductions latines du Coran au Moyen Âge", Archives d'histoire doctrinale et littéraire du Moyen Âge, n° 22-23, 1947-1948, p. 69-131.
- J. Kritzeck, Peter the Venerable and Islam, Princeton University Press, 1964.
- Reinhold Glei (édi.), Petrus Venerabilis Schriften zum Islam, Corpus Islamo-Christianum, series latina, Altenburg, 1985, p. XV-XIX.
- Dominique Iogna-Prat, Ordonner et exclure. Cluny et la société chrétienne face à l'hérésie, au judaisme et à l'islam, 1000-1150, Aubier, 1998.